# Bellur, Sakleshpur
Bellur là một làng thuộc tehsil Sakleshpur, huyện Hassan, bang Karnataka, Ấn Độ.